# Elise (färja)
Elise är en passagerarfärja på Gullmarsfjorden i Lysekil. Hon är en eldriven färja och Sveriges första färja med 100% eldrift som används för kollektivtrafik till sjöss. Batteriet laddas vid kaj från det fasta elnätet. Färjan beställdes av Gunnars Båtturer & Charter AB, Dyrön via Ö-varvet AB, Öckerö kommun  i juli 2022, och döptes 1 mars 2024 av Elise Ågren, barnbarn till rederiets delägare Janne Wikström, vid Anderssons kaj i Lysekil.
Elise trafikerar Västtrafiks linje 847 mellan södra hamnen i Lysekil och Fiskebäckskil på Skaftölandet, där hon efterträder färjan Carl Wilhelmson. I samband med att den färjan tas i trafik, byggs ett nytt förbättrat färjeläge med hållplats vid Ångbåtsbryggan i Lysekil.

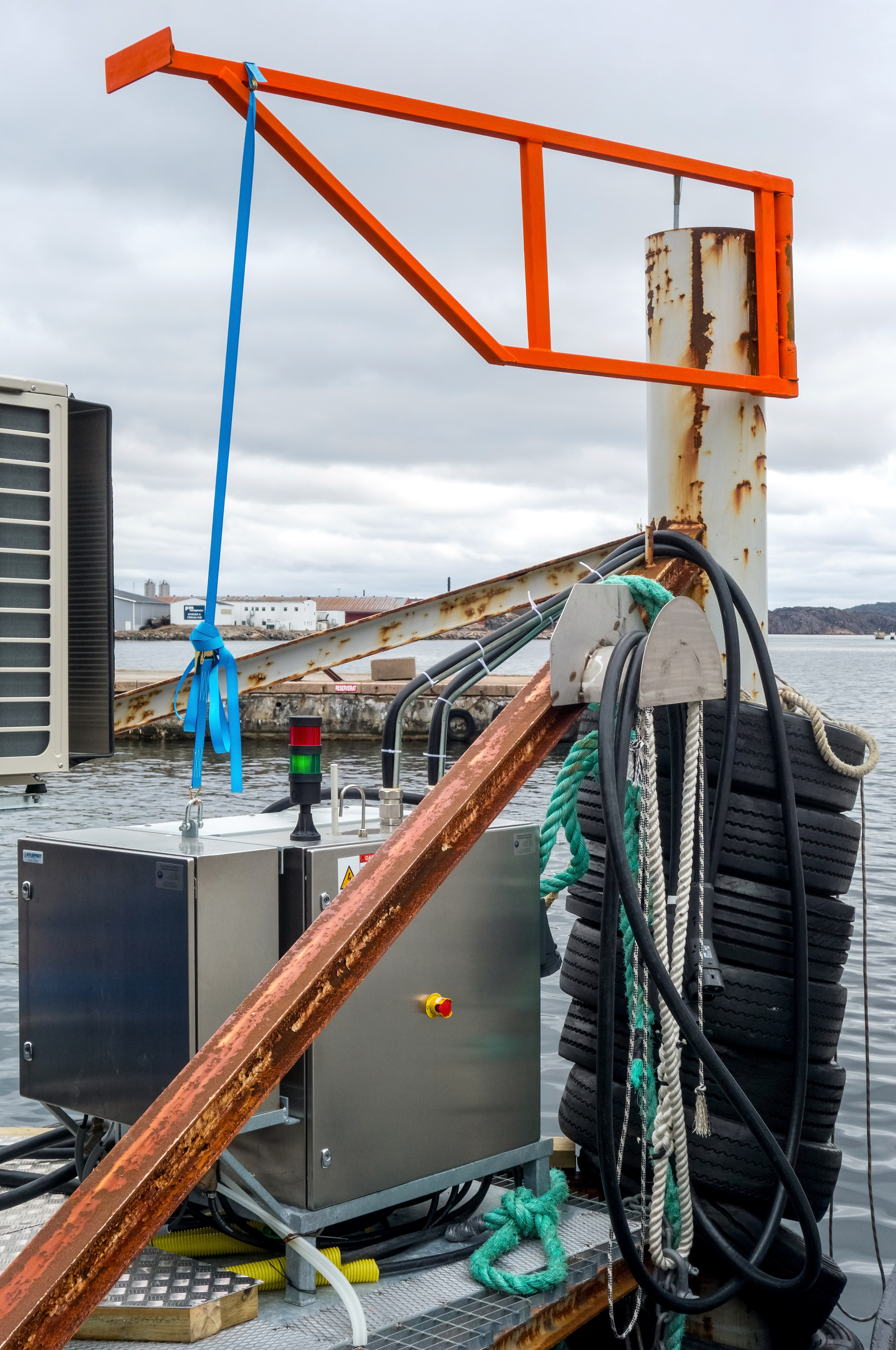
Den tillfälliga laddstationen för färjan Elise vid kajen i södra hamnen, Lysekil